# Liste der Vizegouverneure von Kalifornien

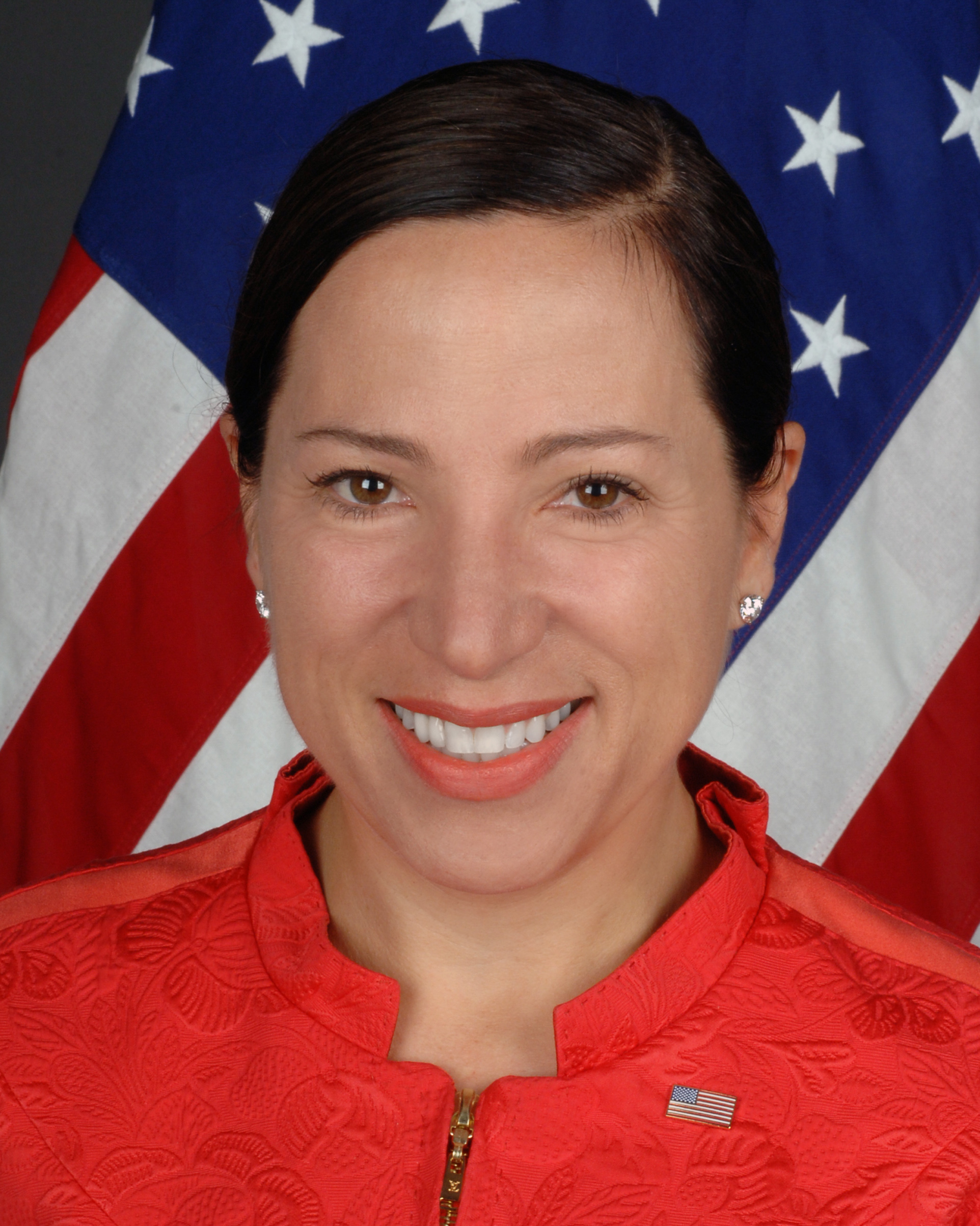
Eleni Kounalakis, derzeitige Vizegouverneurin von Kalifornien

Das Amt des Vizegouverneurs (Lieutenant Governor) im US-Bundesstaat Kalifornien besteht seit der Staatsgründung im Jahr 1849. Der jeweilige Amtsinhaber ist erster Nachfolger des Gouverneurs, falls dieser zurücktritt, verstirbt oder seines Postens enthoben wird. Er steht überdies dem Staatssenat als dessen Präsident vor. Da Gouverneur und Vizegouverneur nicht gemeinsam gewählt werden, können beide unterschiedlichen politischen Parteien angehören, wie es während der Amtszeit des republikanischen Gouverneurs Arnold Schwarzenegger zwischen 2003 und 2009 der Fall war; sein Stellvertreter war der Demokrat John Garamendi.
| Name                         | Amtszeit  | Partei         |
| ---------------------------- | --------- | -------------- |
| John McDougal                | 1849–1851 | Demokrat       |
| David Colbreth Broderick     | 1851–1852 | Demokrat       |
| Samuel Purdy                 | 1852–1856 | Demokrat       |
| Robert Moon Anderson         | 1856–1858 | American Party |
| Joseph Walkup                | 1858–1860 | Demokrat       |
| John Gately Downey           | 1860      | Demokrat       |
| Isaac N. Quinn               | 1860–1861 | Demokrat       |
| Pablo de la Guerra           | 1861–1862 | Demokrat       |
| John F. Chellis              | 1862–1863 | Republikaner   |
| Tim N. Machin                | 1863–1867 | Republikaner   |
| William Holden               | 1867–1871 | Demokrat       |
| Romualdo Pacheco             | 1871–1875 | Republikaner   |
| William Irwin                | 1875      | Demokrat       |
| James Augustus Johnson       | 1875–1880 | Demokrat       |
| John Mansfield               | 1880–1883 | Republikaner   |
| John Daggett                 | 1883–1887 | Demokrat       |
| Robert Whitney Waterman      | 1887      | Republikaner   |
| Stephen Mallory White        | 1887–1891 | Demokrat       |
| John B. Reddick              | 1891–1895 | Republikaner   |
| Spencer Gurdon Millard       | 1895      | Republikaner   |
| William Thomas Jeter         | 1895–1899 | Demokrat       |
| Jacob H. Neff                | 1899–1903 | Republikaner   |
| Alden Anderson               | 1903–1907 | Republikaner   |
| Warren Reynolds Porter       | 1907–1911 | Republikaner   |
| Albert Joseph Wallace        | 1911–1915 | Republikaner   |
| John Morton Eshleman         | 1915–1916 | Progressiver   |
| William Dennison Stephens    | 1916–1917 | Republikaner   |
| Clement Calhoun Young        | 1919–1927 | Republikaner   |
| Buron Rogers Fitts           | 1927–1928 | Republikaner   |
| Herschel L. Carnahan         | 1928–1931 | Republikaner   |
| Frank Finley Merriam         | 1931–1934 | Republikaner   |
| George J. Hatfield           | 1935–1939 | Republikaner   |
| Ellis Ellwood Patterson      | 1939–1943 | Demokrat       |
| Frederick Francis Houser     | 1943–1947 | Republikaner   |
| Goodwin Jess Knight          | 1947–1953 | Republikaner   |
| Harold Jay Powers            | 1953–1959 | Republikaner   |
| Glenn Malcolm Anderson       | 1959–1967 | Demokrat       |
| Robert Hutchison Finch       | 1967–1969 | Republikaner   |
| Edwin Reinecke               | 1969–1974 | Republikaner   |
| John L. Harmer               | 1974–1975 | Republikaner   |
| Mervyn Malcolm Dymally       | 1975–1979 | Demokrat       |
| Michael Curb                 | 1979–1983 | Republikaner   |
| Leo Tarcissus McCarthy       | 1983–1995 | Demokrat       |
| Joseph Graham Davis          | 1995–1999 | Demokrat       |
| Cruz Miguel Bustamante       | 1999–2007 | Demokrat       |
| John Raymond Garamendi       | 2007–2009 | Demokrat       |
| Abel O. Maldonado            | 2010–2011 | Republikaner   |
| Gavin Christopher Newsom     | 2011–2019 | Demokrat       |
| Eleni Tsakopoulos Kounalakis | seit 2019 | Demokrat       |